# Solenodonsaurus janenschi
Solenodonsaurus janenschi è un piccolo animale simile a un rettile, vissuto nel Carbonifero superiore (circa 320 milioni di anni fa). I suoi resti fossili sono stati ritrovati in Repubblica Ceca.

## Tra anfibi e rettili
Questo animale è spesso considerato vicino all'origine degli amnioti, anche se visse troppo tardi per esserne un vero antenato. Era un tetrapode piuttosto piccolo (lunghezza 45 centimetri) e probabilmente si nutriva di piccoli vertebrati e di insetti, che catturava con i suoi denti acuminati e leggermente ricurvi. Doveva essere un animale terrestre, con zampe robuste e una struttura compatta.
Il cranio del solenodontosauro possiede una incisura otica nella parte posteriore, più profonda di quella rinvenuta negli anfibi temnospondili coevi; la sua forma, inoltre, sembra inadatta a reggere la membrana timpanica. Quindi questo animale probabilmente non sentiva i suoni aerei ad alta frequenza. Il suo omero era piuttosto robusto, e l'arco neurale era del tutto diverso da quello dei seimuriamorfi e dei diadectomorfi, altri animali simili a rettili vissuti più o meno nello stesso periodo.

## Classificazione

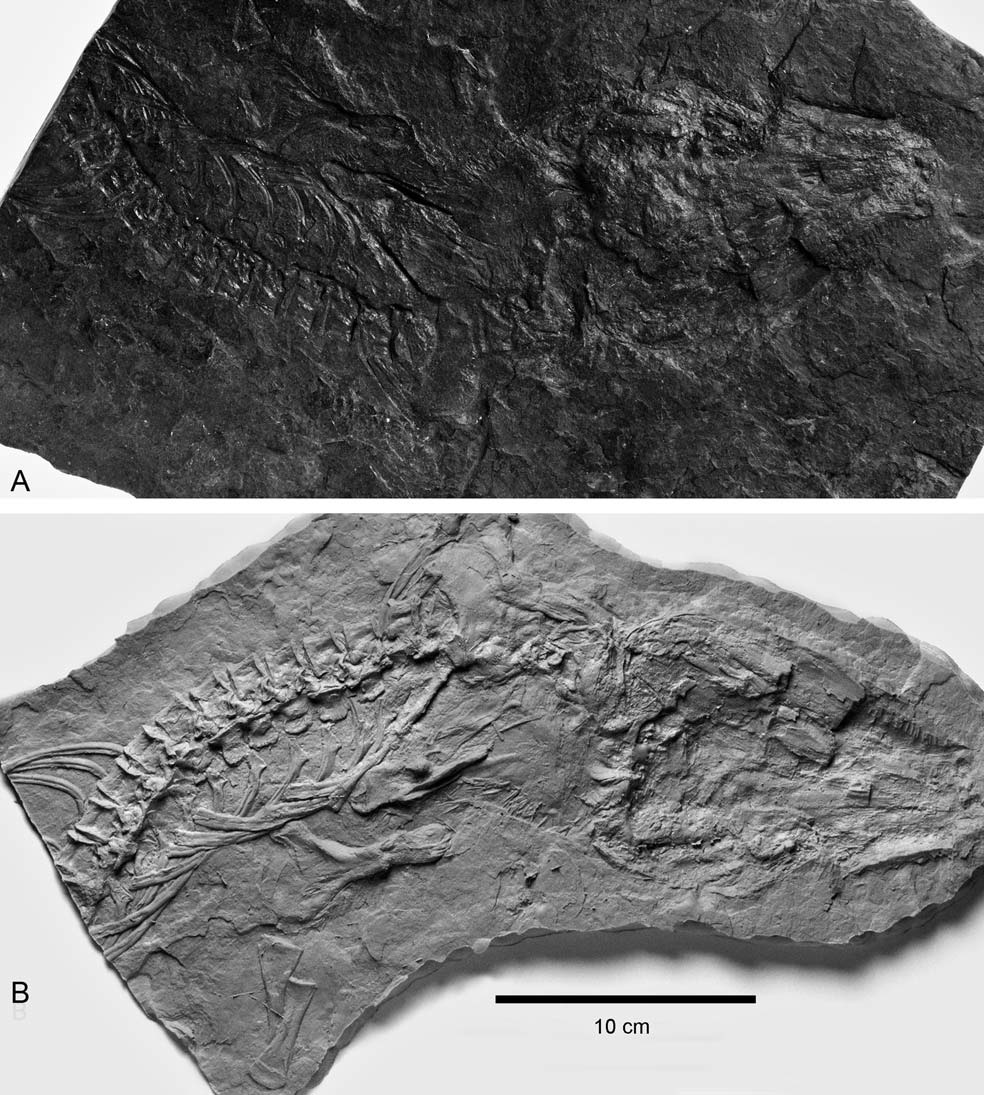
Scheletro di Solenodonsaurus janenschi

La specie Solenodonsaurus janenschi fu descritta da Broili nel 1924, e venne considerata appartenente ai cosiddetti “cotilosauri”, un gruppo ormai non più considerato valido, che includeva alcuni rettili primitivi e vari altre forme. I suoi denti erano sprovvisti di riempimento labirintino, al contrario di molti anfibi paleozoici; Broili, anche per questo motivo, lo classificò tra i cotilosauri. Nel corso degli anni, il solenodontosauro è stato variamente incluso tra gli amnioti, gli anfibi e i rettiliomorfi, soprattutto in base alle caratteristiche del cranio. Con l'avvento delle analisi cladistiche, il solenodontosauro è stato considerato un parente primitivo degli amnioti; alcune analisi mostrano che questo animale era strettamente imparentato con seimuriamorfi e diadectomorfi.